# Landkreis Spree-Neiße
Landkreis Spree-Neiße (Nedersorbisch: Wokrejs Sprjewja-Nysa) is een Landkreis in de Duitse deelstaat Brandenburg. De Landkreis telt 113.011 inwoners (31 december 2020) op een oppervlakte van 1.647,89 km². Kreisstadt is Forst.

## Steden en gemeenten
Na de gemeentelijk herindeling van 2004 en het afstoten van Haidemühl bestaat Spree-Neiße vanaf 1 januari 2006 uit 30 gemeenten, waaronder 7 steden. Alle gemeenten zijn tweetalig (Duits en Sorbisch) en alle gemeentes, op Schenkendöbern na hebben zowel een officiële Duitse als Sorbisch naam.

(Aantal inwoners per 30 juni 2006)
| Steden 1. Döbern ↔ Derbno (3.860) 2. Drebkau ↔ Drjowk (6.277) 3. Forst (Lausitz) ↔ Baršć (22.343) 4. Guben ↔ Gubin (21.086) 5. Peitz ↔ Picnjo (4.999) 6. Spremberg ↔ Grodk (26.126) 7. Welzow ↔ Wjelcej (4.140) Zelfstandige gemeenten 1. Kolkwitz ↔ Gołkojce (9.962) 2. Neuhausen/Spree ↔ Kopanće (5.642) 3. Schenkendöbern (4.231) | Gemeenteverbanden 1. Burg (Spreewald) ↔ Bórkowy (Błota) (9.895) 1. Briesen ↔ Brjazyna (826) 2. Burg (Spreewald) ↔ Bórkowy (Błota) (4.573) 3. Dissen-Striesow ↔ Dešno-Strjažow (1.084) 4. Guhrow ↔ Góry (598) 5. Schmogrow-Fehrow ↔ Smogorjow-Prjawoz (972) 6. Werben ↔ Wjerbno (1.842) 2. Döbern-Land ↔ Derbno-kraj (13.679) 1. Döbern ↔ Derbno (Stadt) (3.860) 2. Felixsee ↔ Feliksowy jazor (2.364) 3. Groß Schacksdorf-Simmersdorf ↔ Tšěšojce-Žymjerojce (1.174) 4. Hornow-Wadelsdorf ↔ Lěšće-Zakrjejc (657) 5. Jämlitz-Klein Düben ↔ Jemjelica-Źěwink (507) 6. Neiße-Malxetal ↔ Dolina Nysa-Małksa (1.872) 7. Tschernitz ↔ Cersk (1.587) 8. Wiesengrund ↔ Łukojce (1.658) 3. Peitz ↔ Picnjo (12.508) 1. Drachhausen ↔ Hochoza (854) 2. Drehnow ↔ Drjenow (622) 3. Heinersbrück ↔ Móst (678) 4. Jänschwalde ↔ Janšojce (1.993) 5. Peitz ↔ Picnjo (Stadt) (4.999) 6. Tauer ↔ Turjej (811) 7. Teichland ↔ Gatojce (1.264) 8. Turnow-Preilack ↔ Turnow-Pśiłuk (1.287) |

## Demografie
- Ontwikkeling van de bevolking sinds 1875 binnen de huidige grenzen (blauwe lijn: Bevolking; stippellijn: Vergelijking van de ontwikkeling van de bevolking van de deelstaat Brandenburg, Grijze achtergrond: tijdens de nazi-regering, Rode achtergrond: tijdens de communistische regering)
- Recente ontwikkeling van de bevolking (blauwe lijn) en prognoses (stippelijn)

| Jaar | Inwoners |
| ---- | -------- |
| 1875 | 101 025  |
| 1890 | 113 766  |
| 1910 | 138 428  |
| 1925 | 144 789  |
| 1933 | 152 241  |
| 1939 | 156 827  |
| 1946 | 174 693  |
| 1950 | 174 606  |
| 1964 | 172 833  |
| 1971 | 169 325  |

| Jaar | Inwoners |
| ---- | -------- |
| 1981 | 165 870  |
| 1985 | 161 288  |
| 1989 | 158 063  |
| 1990 | 154 926  |
| 1991 | 150 875  |
| 1992 | 148 339  |
| 1993 | 149 606  |
| 1994 | 150 024  |
| 1995 | 150 364  |
| 1996 | 151 279  |

| Jaar | Inwoners |
| ---- | -------- |
| 1997 | 151 830  |
| 1998 | 151 016  |
| 1999 | 150 171  |
| 2000 | 148 700  |
| 2001 | 145 929  |
| 2002 | 143 642  |
| 2003 | 141 256  |
| 2004 | 139 464  |
| 2005 | 136 896  |
| 2006 | 135 017  |

| Jaar | Inwoners |
| ---- | -------- |
| 2007 | 132 798  |
| 2008 | 130 626  |
| 2009 | 128 470  |
| 2010 | 126 400  |
| 2011 | 121 571  |
| 2012 | 120 178  |
| 2013 | 118 899  |

Barnim · Brandenburg an der Havel · Cottbus · Dahme-Spreewald · Elbe-Elster · Frankfurt (Oder) · Havelland · Märkisch Oderland · Oberhavel · Oberspreewald-Lausitz · Oder-Spree · Ostprignitz-Ruppin · Potsdam · Potsdam-Mittelmark · Prignitz · Spree-Neiße · Teltow-Fläming · Uckermark